# Buceljevo
Buceljevo
Буцелево (Servisch cyrillisch Буцељево) is een plaats in de Servische gemeente Bosilegrad. De plaats telt 22 inwoners (2002).